# Самурский лес
Самурский лес (лезг. Самурдин там) — массив реликтовых умеренно-субтропических лиановых лесов в России, расположен в Магарамкентском районе Дагестана примерно в 200 км к юго-востоку от Махачкалы и в Хачмазском районе Азербайджана. Название связано с его расположением в дельте реки Самур.

## География
Территорию леса делят между собой Россия и северная часть Азербайджана. В России Самурский лес находится на юго-востоке Дагестана и входит в Самурский государственный природный заказник площадью 11200 га (с 2019 г. 1939,9 га), большая часть которого в 2019 г. вошла в состав национального парка.в них распололожено 7 населенных пунктов сельского типа и 3 пограничные заставы. В Азербайджане территория леса входит в Национальный парк Самур-Ялама площадью 11772,45 га, в котором также расположено не менее 9—10 населённых пунктов. С восточной стороны омывается Каспийским морем.
- Самурский лес у с. Самур
- Лиановые заросли

## Природа
Самурский лес является умеренно-субтропическим лиановым лесом, одним из последних реликтовых лесов гирканского типа. В нём произрастают тысячи видов растений, некоторые из которых занесены в Красную книгу РФ. Позвоночных животных насчитывается примерно 450 видов, беспозвоночных — десятки тысяч. Зарегистрировано 51 редких и исчезающих видов птиц.
Некоторые из редких видов:
- Растения: лотос орехоносный, лапина крылоплодная, штернбергия желтая, нектароскодиум трехфутовый, ятрышник ширванский, офрисы оводоносная и кавказская
- Беспозвоночные: длиннопалые и каспийские раки, жук-олень, жук-усач, ярко-желтый махаон и нежно-лимонный подалирий, медведица красноточечная, боливария полынная.
- Млекопитающие: кавказская выдра, камышовый кот, европейская широкоушка, лесная кошка
- Птицы: белохвостый орлан, каравайка, кудрявый пеликан, сапсан, змееяд, тиркушка луговая и степная, черный аист, фламинго, малый подорлик, савка, белоглазый нырок, шилоклювка, султанская курица и др.
- Рептилии и амфибии: средиземноморская черепаха, полоз краснобрюхий, сирийская чесночница

- В Самурском лесу
- Самурский лес